# Liban na Letnich Igrzyskach Olimpijskich 1972
Liban na Letnich Igrzyskach Olimpijskich 1972 reprezentowało 19 zawodników (17 mężczyzn i 2 kobiety). Zdobyli srebrny medal (Mohamed Tarabulsi) w podnoszeniu ciężarów. Był to szósty start reprezentacji Libanu na letnich igrzyskach olimpijskich.